# خراطة الخشب

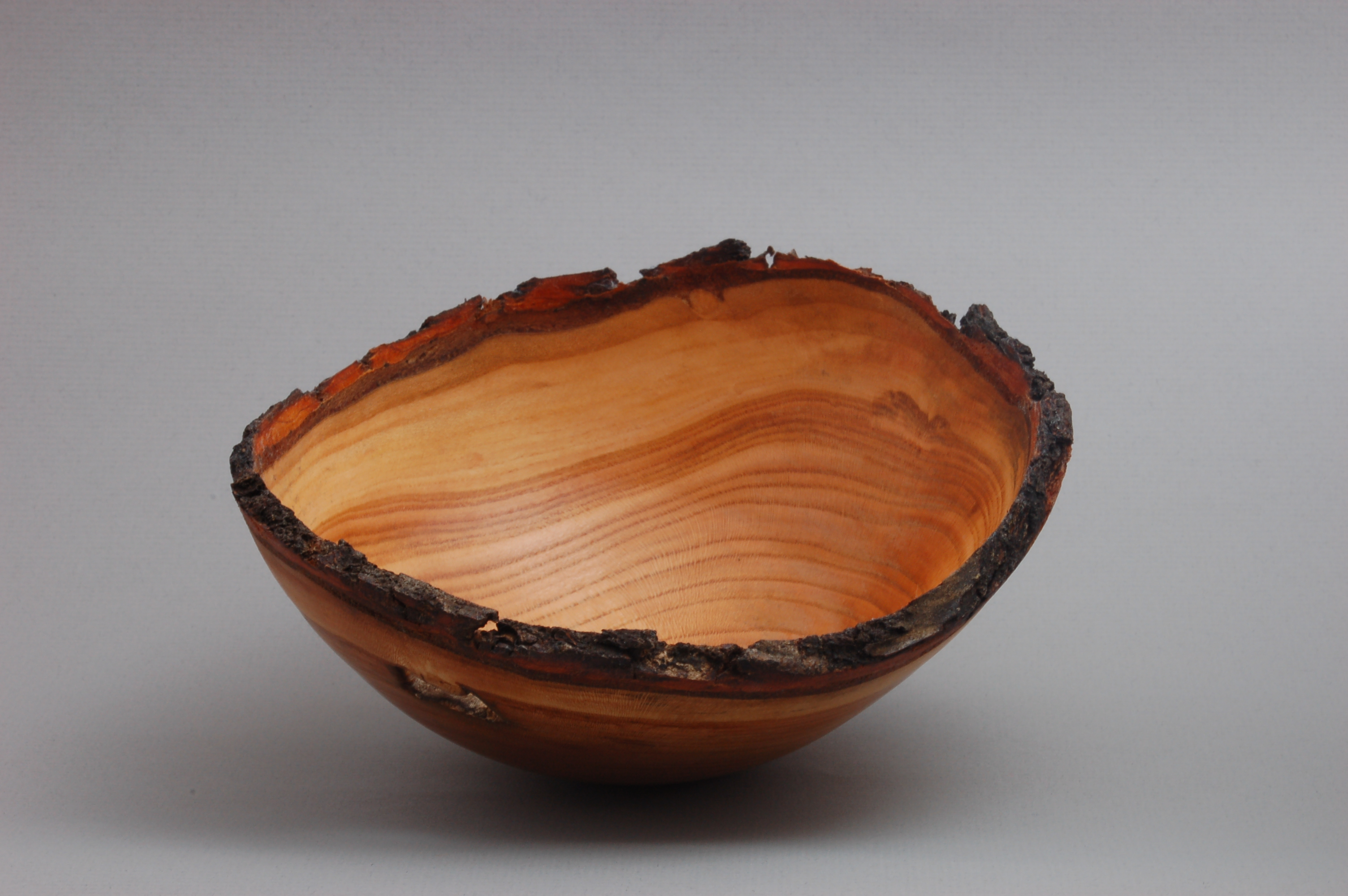
سلطانية خشبية مخروطة ذات حواف طبيعية

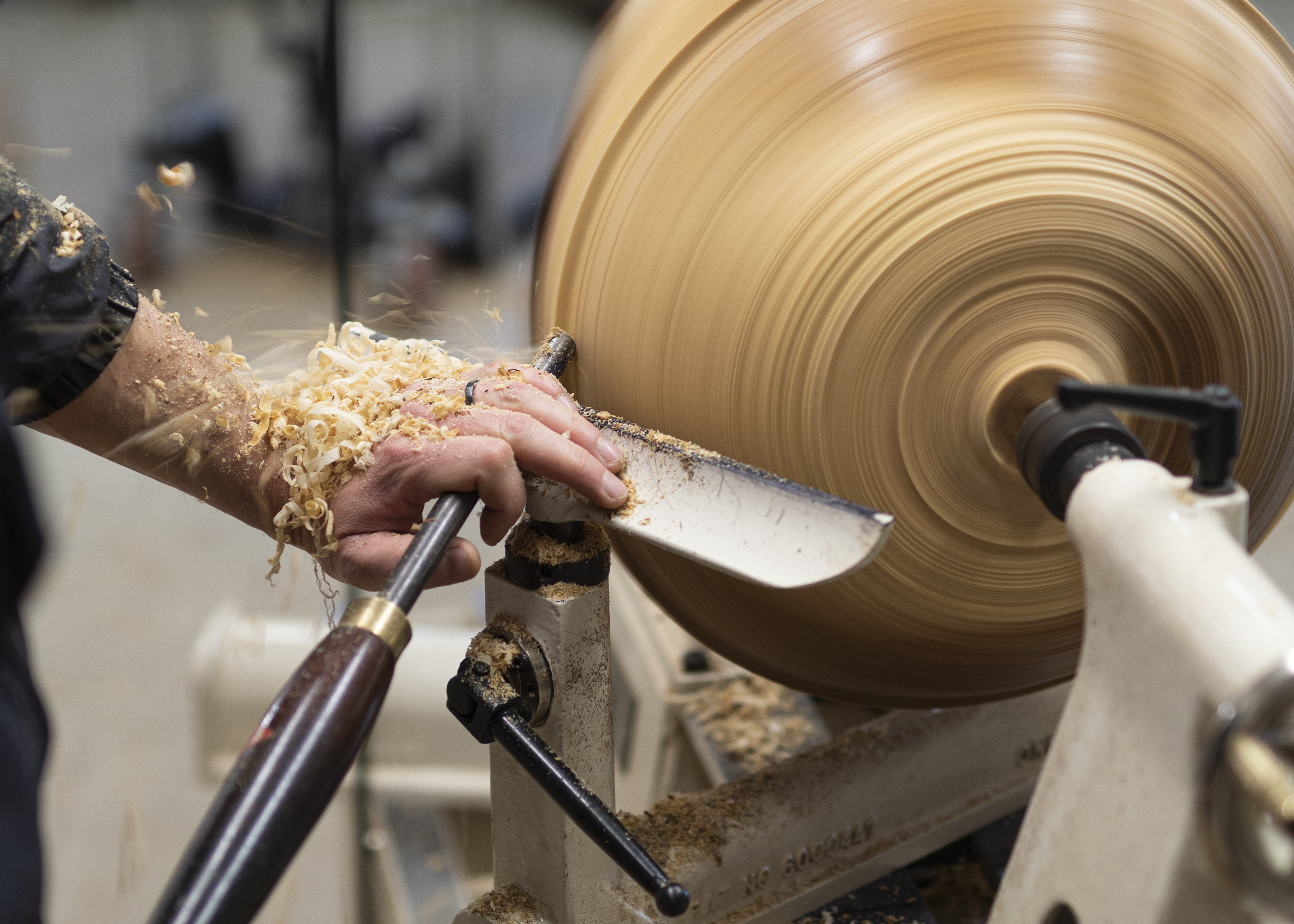
خرط وعاء

خِراطة أو تشكيل الخشب (بالإنكليزية: Woodturning) هي حرفة استخدام مخرطة الأخشاب بأدوات يدوية لقطع شكل متماثل حول محور الدوران. مخرطة الأخشاب آلية يمكن أن تولد مجموعة متنوعة من الأشكال مثلها مثل عجلة الفخار. يُسمى ممتهنها خرَّاط الخشب.